# Plaça de Bell-lloc (Girona)
La plaça de Bell-lloc és una plaça del municipi de Girona inclosa en l'Inventari del Patrimoni Arquitectònic de Catalunya.

## Descripció
Plaça rectangular d'accés de vianants. Envoltada d'edificis de planta baixa i cinc pisos. A ell hi aboquen els edificis números 1, 2 i 4; tots d'una mateixa època (segle xix), de composició simètrica, balcons i finestres de llinda recta, façanes estucades i arrebossades. L'edifici del davant, per on travessa el c/ Nou de Teatre, és de planta baixa i quatre pisos. El terra de la plaça és de voreres a nivell del carrer de pedra polida, i al mig carreus de pedra. Es troba arbrada i al fons hi neix un carreró estret.

## Història
El 1750 hi vivia el Magnífic Benet Alemany, per la qual cosa era coneguda com la plaça del Mn. Alemany. Del 1683 hi ha un document que explica els noms successius: plaça de Bell-lloc o del Carrer Nou. El 1688 hi vivia Ramon Bitlloc. Abans d'ell: galdric-coll i Vídua Martí. Al segle xix s'hi reconstruïren les cases del voltant.